# Свиларска банка
Свиларската банка (на сръбски: Свиларска банка) е банка, съществувала в град Струмица, Кралството на сърби, хървати и словенци.

## История
Банката е основана в 1926 година с капитал от 1 милион динара, поделени на 1000 акции от по 1000 динара.